# Yi Siling
Yi Siling (xinès: 易思玲; pinyin: Yì Sīlíng; Canton, 6 de maig de 1989) és una tiradora xinesa.
Va aconseguir la primera medalla d'or dels Jocs Olímpics de Londres 2012 en guanyar en la prova de carrabina d'aire des de 10 metres a la Caserna de l'Artilleria Real, amb 502,9 punts.